# Хувара (контрольно-пропускной пункт)
Контрольно-пропускной пункт «Хувара» (в разных транскрипциях также «Хавара», «Хауара», ивр. מחסום חווארה‎; араб. حاجز حوارة‎) — КПП, установленный Армией обороны Израиля перед городом Шхем у городка Хувара осенью 2000 года, вскоре после начала Второй интифады.

## История
В 2002 г. КПП работал с утра до вечера, затем перешёл на круглосуточную работу. Все транспортные средства должны были иметь специальные разрешения и подвергаться досмотру.
В 2008 году была проведена модернизация, чтобы уменьшить очереди.
В июле 2009 года условия на КПП «Хувара» были смягчены. Контрольно-пропускной пункт был открыт для свободного прохода пешеходов без обыска. Палестинские транспортные средства иногда подвергались выборочным проверкам.
В 2011 году ЦАХАЛ объявил о намерении снять контрольно-пропускной пункт. Однако этого не произошло.

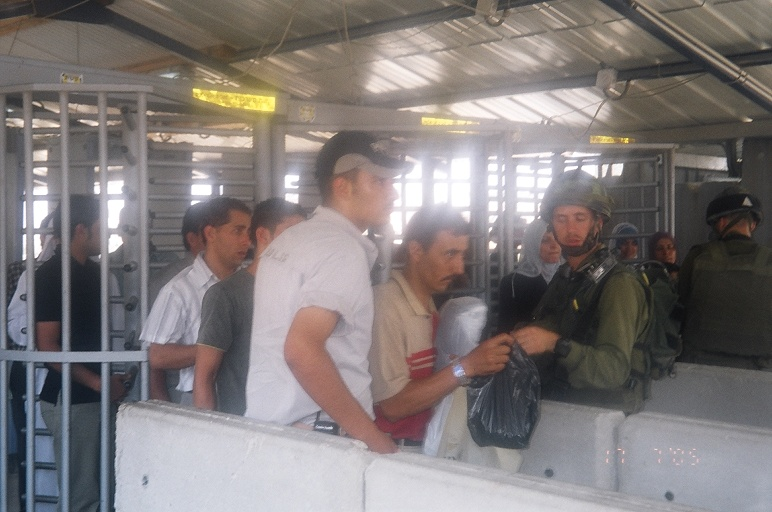
Палестинцы и израильский солдат на КПП «Хувара» (2005)

## Теракты и инциденты
На КПП Хувара происходили следующие теракты, покушения на теракт и схожие инциденты.
17 марта 2004 г. израильскими военными был задержан 12-летний палестинец Абдулла Коран, в сумке которого обнаружили «пояс шахида», который боевики Танзим (вооружённого крыла ФАТХ), поручили ему пронести через КПП, по словам ребёнка, за 5 шекелей.
25 марта 2004 г. был задержан 16-летний арабский подросток-террорист Хусам Абдо с надетым поясом смертника; ЦАХАЛ предотвратил теракт.
12 апреля 2005 г. был задержан 15-летний палестинец по имени Хасан Хашаш, прятавший под одеждой пять самодельных бомб; в момент задержания солдатами он попытался поджечь их спичкой. Сапёры взорвали изъятые бомбы.
22 мая 2005 г. Иад Лади, 14-15-летний палестинский террорист, был арестован при подготовке к самоподрыву на КПП Хувара.
30 ноября 2007 г. были задержаны два палестинских подростка с бомбами; сапёр МАГАВ обезвредил бомбы.
10 сентября 2008 г. палестинка облила кислотой израильского солдата и скрылась.
22 сентября 2008 г. она же облила кислотой другого израильского солдата на КПП Хувара, отчего он ослеп на один глаз; на этот террористка не сумела скрыться и была задержана.
13 октября 2008 г. был задержан арабский террорист с тремя самодельными бомбами в сумке.
25 октября 2008 г. был задержан 17-летний арабский подросток-террорист с самодельным взрывным устройством; военные сапёры уничтожили бомбу.
02 июня 2009 г. у КПП арабский террорист ранил израильского солдата ножом.
10 сентября 2009 г. арабский террорист напал на израильского военного с ножом, был обезоружен и задержан.
27 июня 2010 г. два палестинских подростка заложили взрывное устройство возле израильских солдат; террористы были задержаны, а устройство — обезврежено.
08 октября 2010 г. был задержан палестинец со взрывным устройством и ножом.